# Cendrillon (film, 1899)
 (juillet 2025).
Pour les articles homonymes, voir Cendrillon (homonymie).
Pour plus de détails, voir Fiche technique et Distribution.
Cendrillon est un film français réalisé par Georges Méliès, sorti en 1899.

## Synopsis
Le film illustre l'essentiel de l'histoire de Cendrillon dans la version de Charles Perrault.
 À noter que le cinéaste reprendra le thème de Cendrillon dans un de ses derniers films tourné en 1912, Cendrillon ou la Pantoufle mystérieuse.

## Fiche technique
- Titre : Cendrillon
- Réalisation et scénario  : Georges Méliès
- Société de production : Star Film
- Pays d'origine :  France
- Format : Muet - Noir et blanc, avec colorisation partielle
- Durée : 6 minutes
- Dates de sortie : 
  - France : octobre 1899
  - États-Unis : 25 décembre 1899

## Distribution
- Bleuette Bernon : la fée marraine

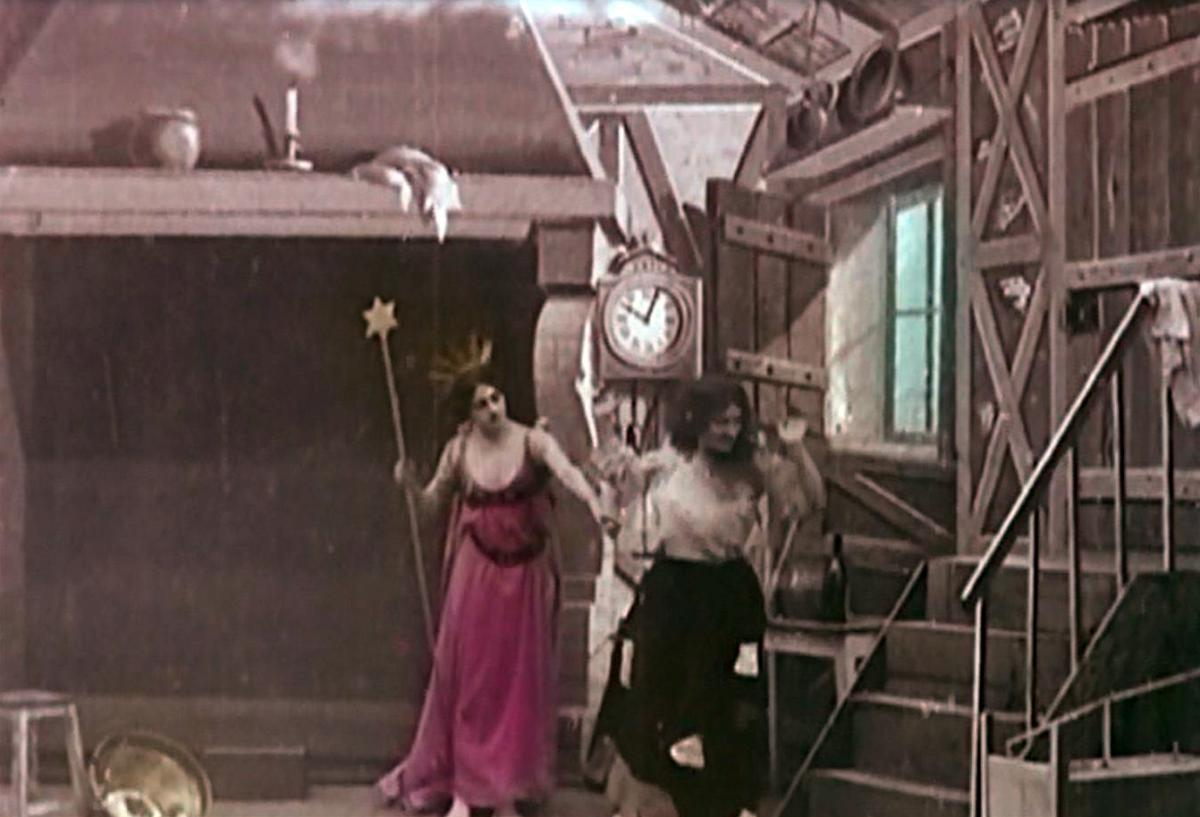
Cendrillon et sa marraine la bonne fée. Version colorisée.

- Georges Méliès : le gnome de la pendule / le suisse à l'entrée de l'église
- Jehanne d'Alcy : la reine
- Mademoiselle Barral : Cendrillon
- Carmely
- Depeyrou

## Autour du film
Cette œuvre a longtemps été considérée comme perdue. D'après Richard Abel, historien américain du cinéma, la pellicule retrouvée (d'environ 6 minutes) correspond à ce qui pourrait être la version d'origine. 
La magie du sujet offre au cinéaste la possibilité d'expérimenter de nombreux trucages comme celui du fondu graduel. Ce film est le premier à être considéré comme une féérie, centrée autour d'un récit clairement défini. Il a été tourné aux studios de Montreuil, et partiellement colorisé à la main.

## Interprétation
Comme souvent dans les premiers films, la présence des acteurs n'est pas attestée par un générique. Cependant, des chercheurs ont identifié la future femme de Méliès, Jehanne d'Alcy dans le rôle de la fée marraine et le réalisateur lui-même interprétant un suisse à la porte de l'église dans la scène finale.

Parmi les autres acteurs identifiés, on note la présence de Bleuette Bernon et de Mademoiselle Barral.